# NewBee
NewBee — китайская киберспортивная организация, основанная в 2014 году. Имела подразделения по Dota 2, League of Legends, Starcraft 2. Newbee одержала победу на турнире The International 2014 и выиграла 5 млн долларов, попав на тот момент в Книгу рекордов Гиннесса за выигрыш самой большой суммы призовых в истории соревнований по видеоиграм.
В январе 2021 года получила перманентный запрет на участие в официальных чемпионатах по Dota 2 за участие в договорных матчах.
На момент 2023 года не имеет действующих подразделений.

## История
Первые слухи о создании новой команды стали появляться в начале 2014 года, когда капитан команды LGD Чжан «xiao8» Нин написал в Weibo о том, что планирует покинуть состав и присоединиться к «команде мечты». 23 февраля было сообщено о официальном создании команды под названием «NewBee». В первоначальный состав вошли: Чжан «xiao8» Нин, Чэнь «Hao» Чжихао, Чжан «Mu» Пан, Цзянь «ZSMJ» Гонг, Янг «KingJ» Чжоу. В ходе дальнейших перестановок в составе на место «ZSMJ» был взят Ван «Banana» Цзяо, помимо этого, Янг «KingJ» Чжоу перешел в запасные, а к составу присоединился Ван «SanSheng» Чжаохуэй. Первыми достижениями этого состава становятся победа на Mars TV Dota 2 League и третье место на WPC 2014, в результате чего команда получает прямое приглашение на The International 2014.

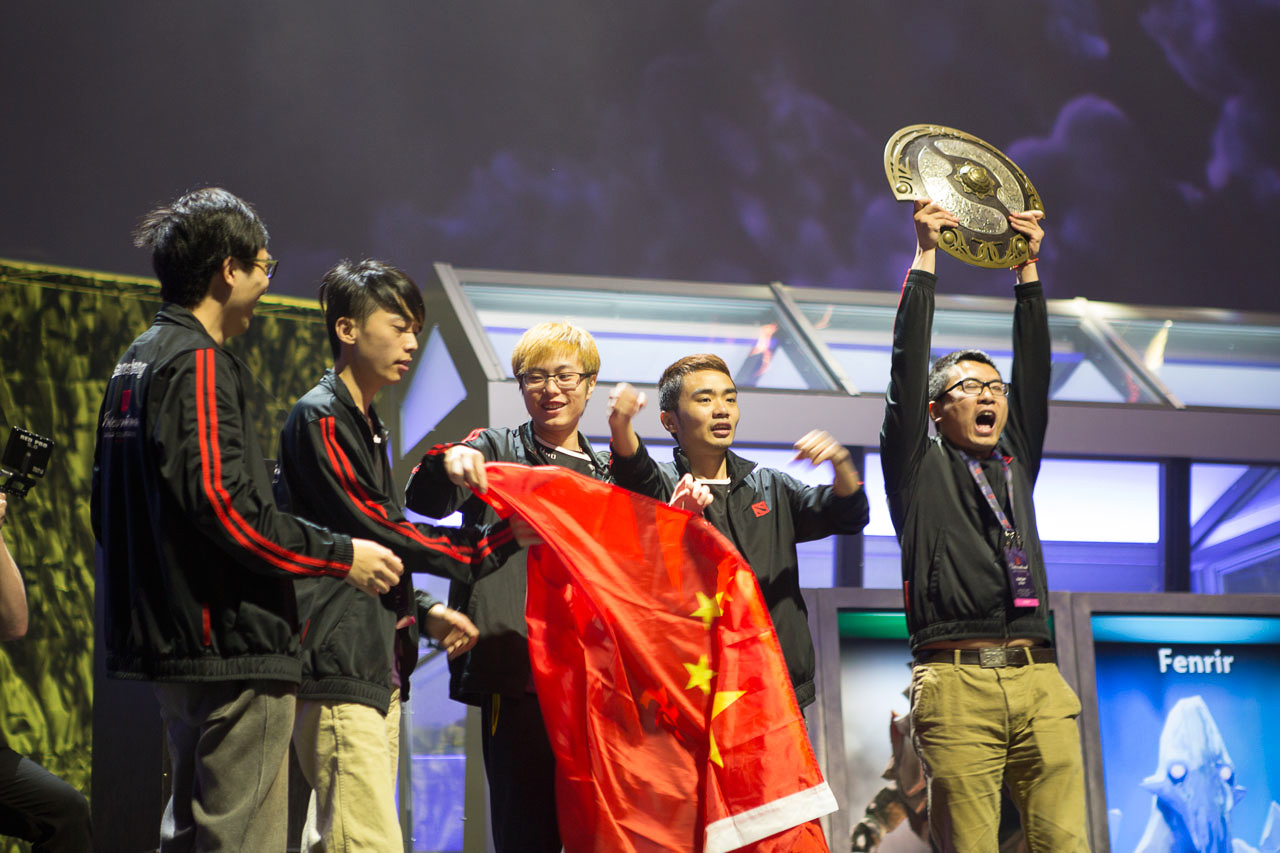
Newbee после победы на The International 2014

### The International 2014
Выступление на турнире года Newbee начинали с группового этапа, где заняли 9—11 место и попали на переигровки против LGD и Mousesports, где проигравший обе встречи покидал турнир. Команда побеждает обе встречи и заканчивает выступление в групповом этапе на 9 месте, переходя в следующий этап турнира. В следующем этапе турнира Newbee побеждает Titan, NAVI и IG, обеспечивая себе место в верхней сетке основной части турнира. В основной части состав одерживает победу над VG, EG и вновь встречается с Vici Gaming в финале турнира. По итогам серии, Newbee одерживает победу со счетом 3:1 и выигрывает 5 млн долларов, попадая на тот момент в Книгу рекордов Гиннесса за выигрыш самой большой суммы призовых в истории соревнований по видеоиграм.

### 2014—2017
Вскоре после победы на турнире Чжан «xiao8» Нин завершил карьеру игрока, его место занимает выкупленный из LGD Ван «Rabbit» Чжан. Этим составом Newbee одерживают победу на WCA, IeSF, ECL. 25 октября был представлен второй состав NewBee.Young, состав не возымеет успехов, а в 2019 году все игроки команды перейдут под тег «Typhoon».
2015 год Newbee начинают с 13—16 места на Asia Championships. После неудачного выступления на турнире в составе происходят перестановки: Чэнь «Hao» Чжихао переходит в Vici Gaming, а на его место берут Лин «June» Шияна, также со скамейки запасных уходит KingJ. Таким составом Newbee одерживают победу на i-League Season 3 и получают прямое приглашение на The International 2015, где покидают турнир с последнего места. После провального выступления в составе происходят замены: Ван «Rabbit» Чжан, Лин «June» Шиян и Ванг «SanSheng» Чжаохуэй покидают команду, а на их место берут Ли «chisbug» Чен и Леи «Xiao2le» Менг, ранее к команде вновь присоединился Чэнь «Hao» Чжихао. Состав, пройдя китайские квалификации, попадает на Frankfurt Major и занимает на нем 13—16 место. В конце 2015 года в составе происходят замены: Хок «ChuaN» Чуань присоединяется к команде на место Вана «Banana» Цзяо.
В начале 2016 года Newbee проходят на Shanghai Major, где занимают 9—12 место. В марте к команде присоединяется Дэмиэн «kpii» Чок и Ху «Kaka» Лянчжи . Обновленный состав занимает второе место на Epicenter 2016, третье место на The Manila Major 2016 и первое место на Nanyang Dota 2 Championships Season 2. Успешное начало года обеспечивает прямое приглашение на The International 2016, на котором команда занимает 9—12 место.
На новый игровой сезон Newbee представила обновленный состав: Чжан «Mu» Пан, Чэнь «Hao» Чжихао и Хок «ChuaN» Чуань покинули команду, их места заняли Сон «Sccc» Чан, Сюй «uuu9» Хан, и чемпион TI2 Цзэн «Faith» Хунда. Вскоре команда побеждает на Shanghai Dota 2 Open, отборочные на WCA 2016 и Dota 2 ACE — Provisional, DPL Season 2 — Top, занимает второе место на China Top 2016, но проваливается на Boston Major 2016.
2017 год команда начинает со второго места на ESL One Genting 2017 и The Manila Masters, третьего места на DAC 2017 и MDL 2017, 9—16 места на Kiev Major, первого места на ZOTAC Cup Masters. После победы на Galaxy Battles команду покинул тренер Ванг «SanSheng» Чжаохуэй.

### The International 2017
Успешное начало 2017 года позволило Newbee попасть на The International 2017 по прямому приглашению. Свое выступление на турнире команда начинает с группы B, где в личных встречах уступает лишь LGD.FY, выходя из группы на втором месте. В ходе основной стадии Newbee одерживают победу над Evil Geniuses, Invictus Gaming, LGD.FY и выходят в финал соревнования, где им предстояло встретиться с Team Liquid. По результатам матча Newbee уступила Team Liquid со счетом 0:3 и заняли второе место, заработав почти 4 миллиона долларов.

### 2017—2019
После TI7 тренером команды становится Пен «Li» Ли. Во второй половине 2017 года команда занимает третье место на ESL One Hamburg и Dota PIT League, первое место на Perfect World Masters и 5—6 место на DreamLeague S8.
В начале 2018 года Пен «Li» Ли покинул пост тренера. Без тренера команда занимает первое место на ESL One Genting, 3—4 место на SL i-League Invitational Season 4 и The Bucharest Major, 7—8 место на ESL One Katowice 2018. 15 мая Ван «SanSheng» Чжаохуэй снова становится тренером Newbee, вместе с ним команда занимает 4 место на MDL Changsha Major, 10—12 место на ESL One Birmingham 2018, и 7—8 место на последнем мейджоре в истории организации — China Dota2 Supermajor.
По итогам сезона Dota Pro Circuit 2017—18 Newbee заняли 7 место и получили прямое приглашение на The international 2018. Выйдя на пятом месте из групп, команда уступает в первом же матче Winstrike и выбывает с турнира на 13—16 месте. После катастрофического результата на TI8 команду покидает Дэмиэн «kpii» Чок и Ху «Kaka» Лянчжи, 3 декабря состав покинул Сюй «Moogy» Хан, а в феврале 2019 команду покинул Цзэн «Faith» Хунда.
Делая постоянные замены, Newbee участвует во множестве квалификаций, но не проходит ни на один турнир DPC сезона, и, в конечном итоге, вылетает с закрытых квалификаций на The International 2019. На турнире команду представлял подписанный позднее состав Forward Gaming. Состав вышел из группы на 5 месте, но проиграл два матча подряд в основной стадии и вылетел с турнира на 9—12 месте.
28 августа команду покинул Сон «Sccc» Чан. 20 сентября Цзэн «Faith» Хунда и Янг «waixi» Сяо вошли в новый состав Newbee, 13 февраля вернулся Сюй «Moogy» Хан.

### Скандал с подставными матчами
18 февраля 2020 года Чжан «xiao8» Нин обвинил Newbee в договоренности матча полуфинала китайских отборочных на SL ImbaTV Dota 2 Minor S3 China Qualifier, где Newbee победила Avengerls со счетом 2:1. Спустя год, на 3 дня позже Newbee, Avengerls так же будут забанены.
15 апреля команду Newbee уличили в участии в подставных матчах на DPL-CDA Professional League S1 и запретили участие во всех турнирах Imba Media и MarsTV. На следующий день к запрету на участие в турнирах присоединилась CDA, которая получила доказательства махинаций со стороны Newbee и предоставила их Valve и турнирному оператору Perfect World.
3 января 2021 года Valve и Perfect World навсегда запретила участие на официальных чемпионатах по Dota 2 игрокам Newbee и самой организации. Из игроков под запрет попали: Сюй «Moogy» Хан, Цзэн «Faith» Хунда, Инь «Aq» Руи, Янг «waixi» Сяо и Вэнь «Wizard» Липэн. Бывший сотрудник VG заявил, что владелец Newbee проиграл все свои деньги ещё в конце 2016 и начале 2017 года, а офисы компании закрылись в апреле—марте 2020.
Киберспортивный журналист Ричард Льюис предположил, что Newbee получила бан за отказ от участия в договорных матчах:

Меня поражает, что Valve потребовалось столько времени, чтобы отреагировать на события, которые произошли в мае … Матчфиксинг настолько естественен в Китае, что Newbee могла получить бан не за сыгранные договорные матчи, а за то, что отказалась принимать в них участие.— Ричард Льюис

### Достижения
| Место | Турнир                                       | Место проведения | Дата                     | Призовые    |
| 2014  | 2014                                         | 2014             | 2014                     | 2014        |
| ----- | -------------------------------------------- | ---------------- | ------------------------ | ----------- |
| 1     | MarsTV Dota 2 League 2014                    | Цзянъинь         | 24—25 мая                | 16 300 $    |
| 3     | WPC 2014                                     | Шанхай           | 29 марта — 2 июня        | 16 000 $    |
| 1     | The International 2014                       | Сиэтл            | 8—21 июля                | 5 028 121 $ |
| 1     | World Cyber Arena 2014                       | Иньчуань         | 2—5 октября              | 325 000 $   |
| 1     | IeSF 2014 World Championship                 | Баку             | 8—21 ноября              | 25 000 $    |
| 1     | ECL 2014 Dota 2 Autumn                       | Онлайн           | 12 сентября — 30 декабря | 16 000 $    |
| 2015  |                                              |                  |                          |             |
| 13—16 | Dota 2 Asia Championships 2015               | Шанхай           | 5 января — 9 февраля     | 30 575 $    |
| 4     | i-League Season 3                            | Шанхай           | 6 апреля — 23 мая        | 29 870 $    |
| 13—16 | The International 2015                       | Сиэтл            | 3—8 августа              | 55 041 $    |
| 13—16 | Frankfurt Major 2015                         | Франкфурт        | 13—21 ноября             | 30 000 $    |
| 2016  |                                              |                  |                          |             |
| 9—12  | Shanghai Major 2016                          | Шанхай           | 25 февраля — 6 марта     | 45 000 $    |
| 2     | Epicenter 2016                               | Москва           | 9—15 мая                 | 100 000 $   |
| 3     | Manila Major 2016                            | Манила           | 3—12 июня                | 315 000 $   |
| 1     | Nanyang Dota 2 Championships Season 2        | Шанхай           | 6—10 июля                | 100 609 $   |
| 9—12  | The International 2016                       | Сиэтл            | 2—13 августа             | 311 557 $   |
| 1     | Shanghai Dota 2 Open #2                      | Шанхай           | 20 сентября — 10 октября | 30 000 $    |
| 1     | DPL Season 2 — Top                           | Онлайн           | 23 сентября — 31 декабря | 238 000 $   |
| 1     | World Cyber Arena 2016 Chinese Qualifiers S3 | Онлайн           | 5 ноября — 12 ноября     | 30 000 $    |
| 1     | Dota 2 ACE — Provisional                     | Онлайн           | 12 ноября — 26 декабря   | 30 000 $    |
| 9—16  | The Boston Major 2016                        | Бостон           | 3—11 декабря             | 62 500 $    |
| 2     | China Top 2016                               | Шэньчжэнь        | 17—18 декабря            | 58 000 $    |
| 2017  |                                              |                  |                          |             |
| 2     | ESL One Genting 2017                         | Гентинг          | 6—8 января               | 50 000 $    |
| 3     | Dota 2 Asia Championships 2017               | Шанхай           | 27 марта — 4 апреля      | 73 439 $    |
| 9—16  | The Kiev Major 2017                          | Киев             | 24—30 апреля             | 62 500 $    |
| 2     | The Manila Masters                           | Манила           | 25—28 мая                | 50 000 $    |
| 1     | ZOTAC Cup Masters                            | Тайбэй           | 30 мая — 3 июня          | 50 000 $    |
| 1     | Galaxy Battles                               | Шэньчжэнь        | 15—18 июня               | 69 000 $    |
| 3     | Mars Dota 2 League 2017                      | Ухань            | 5—9 июля                 | 31 250 $    |
| 2     | The International 2017                       | Сиэтл            | 2—12 августа             | 3 950 067 $ |
| 3—4   | ESL One Hamburg 2017                         | Гамбург          | 26—29 ноября             | 90 000 $    |
| 3     | AMD SAPPHIRE Dota PIT League                 | Сплит            | 2—5 ноября               | 35 000 $    |
| 1     | Perfect World Masters                        | Шанхай           | 19—26 ноября             | 150 000 $   |
| 5—6   | DreamLeague Season 8                         | Йёнчёпинг        | 1—3 декабря              | 45 000 $    |
| 2018  |                                              |                  |                          |             |
| 1     | ESL One Genting 2018                         | Гентинг          | 23—28 января             | 160 000 $   |
| 3—4   | StarLadder i-League Invitational Season 4    | Шанхай           | 1—4 февраля              | 30 000 $    |
| 3—4   | The Bucharest Major                          | Бухарест         | 4—11 марта               | 90 000 $    |
| 4     | MDL Changsha Major                           | Чанша            | 14—20 мая                | 85 000 $    |
| 7—8   | China Dota2 Supermajor                       | Шанхай           | 2—10 июня                | 60 000 $    |
| 13—16 | The International 2018                       | Ванкувер         | 15—25 августа            | 127 661 $   |
| 2019  |                                              |                  |                          |             |
| 9—12  | The International 2019                       | Шанхай           | 15—25 августа            | 686 602 $   |
| 2020  |                                              |                  |                          |             |
| DQ    | DPL-CDA Professional League Season 1         | Онлайн           | 27 марта — 24 апреля     | —           |